# قضیه اساسی جبر
قضیهٔ اساسی جبر: هر چندجمله‌ای نا ثابت با ضرائب مختلط دارای حداقل یک ریشه مختلط است. به عبارت دیگر میدان اعداد مختلط یک میدان بسته جبری است.
نتیجه: هر چندجمله‌ای ناصفر با ضرائب حقیقی و از درجهٔ {\displaystyle n}، دارای دقیقاً {\displaystyle n} ریشهٔ مختلط است. این قضیه را کارل فردریش گاوس ریاضی‌دان شهیر آلمانی، در ۲۰ سالگی به عنوان رسالهٔ دکترا اثبات نمود.